# Mulsanne Straight

Mapa del circuito de las 24 Horas de Le Mans.

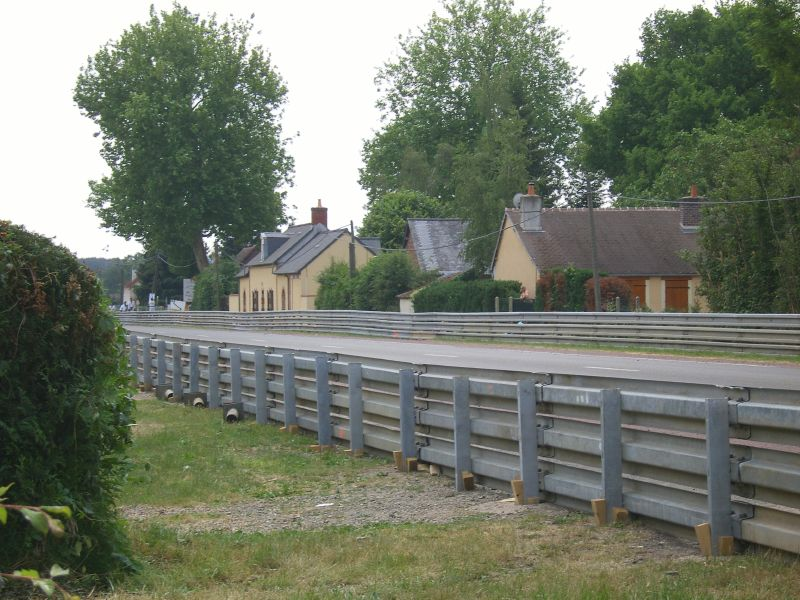
Parte de la recta de Mulsanne.

El Mulsanne Straight (Ligne Droite des Hunaudières en francés y Recta de Mulsanne en español) es el nombre que se usa en inglés para una recta de 6 km (3,7 millas) del Circuito de la Sarthe, alrededor de la cual se llevan a cabo las carreras automovilísticas de las 24 Horas de Le Mans. Desde 1990, la recta es interrumpida por dos chicanes, con la última sección, que incluye una torcedura y una joroba, lo que lleva a la esquina afilada cerca del pueblo de Mulsanne.

## Nombre francés
Cuando las reuniones de carrera no se llevan a cabo, Mulsanne Straight forma parte del sistema nacional de carreteras de Francia. Se llama Ligne Droite des Hunaudières, una parte de la route départementale (para el Sarthe départament) D338 (anteriormente Route Nationale N138). Los Hunaudières conducen al pueblo de Mulsanne, que es la razón de su nombre en inglés (aunque la francesa Route de Mulsanne es el nombre de la carretera, y recta, entre Mulsanne y Arnage, con la esquina de Indianápolis en el medio).

## Velocidad y chicanes
Después de salir de la esquina de Tertre Rouge, los autos pasaban casi la mitad de la vuelta a toda velocidad, antes de frenar para Mulsanne Corner. El Porsche 917 de cola larga con su motor Flat 12 de 5.0 litros, utilizado desde 1969 hasta 1971, había alcanzado 362 km/h (225 mph). Después de esto, el tamaño del motor fue limitado y las velocidades máximas se redujeron hasta que se permitieron los potentes motores turbo, pioneros por el fabricante francés Renault, como en el Porsche 935 de 1978, que se registró a 367 km/h (228 mph).
Las velocidades en la recta de los prototipos del Grupo C alcanzaron más de 400 km/h (250 mph) a finales de los años ochenta. A principios de la carrera de las 24 Horas de Le Mans 1988, Roger Dorchy, propietario del garaje de París, conducía para Welter Racing en un "Proyecto 400" llamado WM P88, y con un motor Peugeot V6 turboalimentado de 2.8 litros, que sacrificó la confiabilidad por la velocidad. (el auto estuvo fuera después de solo 53 vueltas o aproximadamente 4 horas con turbo, enfriamiento y falla eléctrica), fue registrado por un radar que viajaba a un récord de carrera de 405 km/h (252 mph).
Hubo accidentes fatales de alta velocidad en la década de 1980: Jean-Louis Lafosse murió en 1981 y Jo Gartner en 1986; en 1984, un oficial de pista francés falleció en un accidente en el Kink que involucró a los dos Aston Martin Nimrod NRA/C2 del piloto británico John Sheldon y su compañero de equipo estadounidense Drake Olson. Un conductor tuvo un escape extremadamente afortunado en 1986: un neumático en el Jaguar XJR-6 con motor V12 de 7.0 litros de Win Percy explotó a unos 386 km/h (240 mph), arrancando la carrocería trasera y lanzando el auto al aire "arriba de los árboles". Los restos finalmente se detuvieron a 600 metros por el camino. Aunque el vehículo estaba casi destruido, Percy de alguna manera se alejó del accidente con nada más que malos recuerdos y un casco maltratado.
Como la combinación de alta velocidad y alta carga aerodinámica causó fallas en los neumáticos y las llantas, se agregaron dos chicanes aproximadamente a la misma carrera antes de la carrera de 1990 para limitar la velocidad máxima alcanzable. Las chicanes se agregaron también porque la FIA decretó que ya no sancionaría un circuito que tenía una recta de más de 2 kilómetros (1.2 millas), que es aproximadamente la longitud del Döttinger Höhe directamente en Nürburgring Nordschleife. Los chicanes tienen velocidades máximas limitadas en el Mulsanne, con la mayoría de los autos líderes con un tope de aproximadamente 330 km/h (205 mph) durante la clasificación y 320 km/h (199 mph) durante la carrera. El Nissan R90CK es notable por alcanzar la velocidad de línea recta más alta en la Recta Mulsanne en el circuito de Le Mans luego de la instalación de estas secuencias de curvas de serpentina (chicanes). Mark Blundell alcanzó una velocidad de 366 km/h (226.9 mph) en su vuelta de la pole position, luego de que el motor de 1,000 bhp tuvo un problema mecánico con el derroche de los turbocompresores, lo que lleva al motor a producir más de 1,100 bhp.

## Acceso para espectadores
En el pasado, los espectadores podían obtener magníficas vistas de los autos que corrían por la recta durante Le Mans, incluso mientras cenaban en varios restaurantes, como el Restaurant de 24 Heures y los Virages de L'Arche, ubicados muy cerca de la carretera. Sin embargo, en 1990 la experiencia de visualización obtenida en ambos restaurantes disminuyó con la introducción de las chicanes. Hoy en día, por motivos de seguridad, los espectadores se mantienen alejados del borde de la línea recta de los oficiales y la policía, y mientras los huéspedes pueden cenar en el Auberge des Hunaudières, Shanghai des 24 Heures y el Hôtel Arbor, y escuchar cómo pasan los automóviles, la vista se ve oscurecida por cubiertas verdes unidas a las vallas de seguridad.